# Hohberg (Badenia-Wirtembergia)
Hohberg – miejscowość i gmina w Niemczech, w kraju związkowym Badenia-Wirtembergia, w rejencji Fryburg, w regionie Südlicher Oberrhein, w powiecie Ortenau, wchodzi w skład wspólnoty administracyjnej Offenburg. Leży ok. 6 km na południowy zachód od Offenburga, przy drodze krajowej B3.